# Pedro Novais
Pedro Novais Lima  (Coelho Neto, 7 de julho de 1930) é um advogado e político brasileiro. Foi Ministro do Turismo do governo Dilma Rousseff, tendo renunciado ao cargo em 2011 em meio a um escândalo.

## Biografia
É graduado em direito pela Universidade Federal do Espírito Santo (UFES), com estágios nas áreas de Direito Tributário, em Londres, e de Planejamento e Administração Tributária, em Washington, nos Estados Unidos. auditor fiscal aposentado do Tesouro Nacional, o ministro foi Secretário da Fazenda do Estado do Maranhão entre 1975-1978 e 1988-1990.[carece de fontes?]
Na vida política, pertenceu a Arena pela qual se elegeu deputado estadual do Maranhão em 1978. Em 1982, já pelo PMDB, tentou se eleger deputado federal obtendo a suplência, chegando a assumir o mandato entre 22 de setembro de 1983 a 19 de janeiro de 1984.[carece de fontes?]
Em 1990 foi eleito deputado federal pelo extinto PDC. Seria o primeiro de seis mandatos consecutivos. Após uma breve passagem pelo PPR, retorna ao PMDB, onde se encontra atualmente.Em outubro passado, sempre eleito pelo Maranhão, conquistou o sétimo mandato de deputado federal, licenciando-se para assumir o Ministério do Turismo. Durante os mandatos federais, Novais, hoje filiado ao PMDB, foi titular e suplente da Comissão de Finanças e Tributação e suplente das comissões de Constituição e Justiça e Relações Exteriores. Por 13 vezes, integrou a Comissão Mista de Orçamento como titular.
Destacou-se em 2000 ao ser escolhido como relator na Câmara dos Deputados da Lei Complementar número 101, mais conhecida como Lei de Responsabilidade Fiscal, proposta pelo governo de Fernando Henrique Cardoso para controlar os gastos dos gestores públicos nos estados e municípios brasileiros, até então vistos como uma grande fonte de desperdício de recursos. A relatoria do projeto no Senado foi entregue à Jefferson Peres.[carece de fontes?]
Em dezembro de 2010 foi designado pela presidente Dilma Rousseff para ocupar o Ministério do Turismo.

## Escândalo e renúncia
Em 28 de junho de 2010 pagou um motel de 2.156 reais com dinheiro público, o que causou polêmica. No dia 22 de dezembro de 2010 ele anunciou a devolução do dinheiro.
Em 9 de agosto de 2011 a Polícia Federal desmantelou um suposto esquema de desvio de verbas do orçamento da União por meio de emendas parlamentares. De acordo com a PF, há fraude no convênio de 4,4 milhões de reais firmado em 2009 entre o ministério e o Ibrasi, que deveria ter beneficiado 1.900 pessoas por meio de cursos de capacitação. Renunciou ao cargo de Ministro do Turismo em 14 de setembro de 2011.